# Дусина (Фојница)
Дусина је насељено мјесто у Босни и Херцеговини у општини Фојница која припада ентитету Федерација Босне и Херцеговине. На попису становништва 1991. у њему је живио 771 становник, док је по подацима са пописа 2013. број становника у селу био 554.

## Географија
Дусина се налази, 10 км јужно од Фојнице. Лежи на потоку Друсини (Брложњеаку), који се улива у реку Жељезницу, притоку Фојничке реке.

## Историја
Први пут се помиње 1413. године у вези са трговином сребром. Све до деседесетих година 19. века у њој се вадила и топила железна руда.

## Становништво
| Националност | 1991.        | 1981.        | 1971.        |
| Муслимани    | 486 (63,03%) | 447 (60,48%) | 425 (54,62%) |
| Срби         | 0            | 1 (0,13%)    | 45 (5,78%)   |
| Хрвати       | 284 (36,83%) | 242 (32,74%) | 301 (38,68%) |
| Југословени  | 0            | 13 (1,75%)   | 0            |
| остали       | 1 (0,12%)    | 36 (4,87%)   | 7 (0,89%)    |
| Укупно       | 771          | 739          | 778          |